# 查卡峇靈體育城
查卡峇靈體育城，或譯查加巴灵体育城，是一座位於印度尼西亞（印尼）南蘇門答臘省巨港市的體育園區。體育園區為2011年東南亞運動會、2013年伊斯蘭團結運動會、2014年東南亞大學運動會、2017年亞洲鐵人三項錦標賽和2018年亞洲運動會的主要場館之一。位於體育園區裡的格羅拉·斯里維加亞體育場為印尼最大的體育場之一。

## 外部連結
- 官方网站

3°01′17″S 104°47′16″E / 3.021434°S 104.787673°E